# Kristina Kosjokar
Kristina Kosjokar (russisk: Кристина Викторовна Кожокарь tr. Kristina Viktorovna Kosjokar ; født 28. februar 1994 i Toljatti, Rusland) er en kvindelig russisk håndboldspiller som spiller for Rostov-Don og Ruslands kvindehåndboldlandshold.